# David van Weel
David van Weel, né le 4 août 1976 à Rotterdam, est un militaire, haut fonctionnaire et homme politique néerlandais. Membre du Parti populaire pour la liberté et la démocratie (VVD), il est ministre de la Justice et de la Sécurité dans le cabinet du Premier ministre Dick Schoof depuis 2024.

## Carrière
Van Weel commence sa carrière dans la marine royale néerlandaise, où, après avoir obtenu son diplôme de l'Académie navale (1994-1999), il sert sur un certain nombre de frégates différentes, notamment dans la marine royale britannique en tant qu'officier d'échange. Il travaille comme officier d'état-major pour les pays d'Europe centrale et orientale au sein de l'état-major de la défense et termine sa carrière dans la marine en tant qu'officier de guerre et officier de navigation. Van Weel est titulaire d'un diplôme en histoire.
Van Weel rejoint le ministère néerlandais de la Défense en 2004. Il travaille comme officier supérieur de politique pour les opérations en Afghanistan et en Libye, et il coordonne la politique sur l'OTAN, la politique nucléaire et le désarmement, les opérations spéciales, ainsi que la préparation du budget de la défense néerlandais. Il occupe ensuite les fonctions de chef de cabinet du ministre de la Défense et du secrétaire permanent (2012-2014) et de directeur des affaires internationales et des opérations/directeur des politiques (2014-2016).
À partir de 2016, Van Weel est conseiller aux affaires étrangères et à la défense auprès du Premier ministre Mark Rutte. En 2020, il devient secrétaire général adjoint pour l'innovation, la cyberdéfense et les menaces hybrides de l'OTAN, sous la direction du secrétaire général Jens Stoltenberg.
Après que le PVV, le VVD, le NSC et le BBB aient formé le cabinet Schoof, Van Weel prête serment en tant que ministre de la Justice et de la Sécurité le 2 juillet 2024, succédant à Dilan Yeşilgöz-Zegerius. Il exerce ses fonctions au nom du Parti populaire pour la liberté et la démocratie (VVD), un parti conservateur-libéral qu'il a rejoint en 2018,,. Van Weel indique que ses priorités sont d'accroître la résilience de la société face aux tensions géopolitiques accrues, de continuer à lutter contre le crime organisé subversif et d'accroître la confiance dans l'État de droit. En réponse à une clause de l'accord de coalition, il déclare qu'il souhaite fixer des limites aux manifestations dans le cadre du droit de manifester, citant les blocages d'autoroutes par le mouvement écologiste Extinction Rebellion. Le 3 juin 2025, après le départ du gouvernement des membres du PVV, il est en plus de son portefeuille chargé de celui de l'Asile et de l'Immigration.